# Un pedacito de mí
Un pedacito de mí es el nombre del cuarto álbum de estudio de la actriz y cantante mexicana de música pop Lucero. Fue lanzado al mercado el 25 de noviembre de 1986.  Es el último material realizado junto con la casa disquera Musart y para su realización, volvió a trabajar con el mismo equipo de producción comandado por Jaime Sánchez Rosaldo.
Este material cuenta con 10 canciones y está certificado con disco de platino debido a la venta de más de 300 000 unidades.[cita requerida]

## Antecedentes
Durante inicios del año 1986; Lucerito se encontraba promocionando todavía su álbum Fuego y ternura; el cual tuvo mucha aceptación en México y toda América Latina; la cantante y actriz seguía presentándose con éxito en programas de radio y televisión promocionando el sencillo «Siempre te seguiré».
A mediados del mismo año, y debido al éxito alcanzado por sus películas anteriores con Pedro Fernández y Luis Miguel, Lucero es llamada para protagonizar un nuevo Film producida por Telecine; el cual sería con otra estrella juvenil de ese momento Manuel Mijares; por tanto, entra a los sets de filmación para grabar Escápate conmigo; la cual fue estrenada hasta mediados de 1988.
Una vez terminada la filmación; la compañía disquera Musart reúne nuevamente al equipo de producción y dirección de su LP anterior para comenzar las grabaciones de su siguiente producción.

## Promoción
«Era la primera vez» fue seleccionada como el primer sencillo de este material; una balada romántica dónde el autor Joan Sebastian escribió para Lucerito, en ese entonces de diecisiete años.

### Sencillos
- «Era la primera vez»
- «Como música de Rock'n'Roll»
- «Vendrá»

## Lista de canciones
| Un pedacito de mí |                              |                    |          |  |
| N.º               | Título                       | Escritor(es)       | Duración |  |
| 1.                | «Vendrá»                     | Joan Sebastian     | 3:05     |  |
| 2.                | «Si me lo pides tú»          | Sue y Javier       | 3:00     |  |
| 3.                | «Sucedió»                    | Lara y Monárrez    | 3:16     |  |
| 4.                | «Como música de Rock'n'Roll» | F. Riba; K. Campos | 3:24     |  |
| 5.                | «Era la primera vez»         | Joan Sebastian     | 3:13     |  |
| 6.                | «No sé vivir sin ti»         | Sue y Javier       | 3:13     |  |
| 7.                | «Hasta mañana»               | F. Riba; K. Campos | 2:48     |  |
| 8.                | «Y cuando él llegó»          | Sue y Javier       | 2:51     |  |
| 9.                | «Díganle por favor»          | Lara y Monárrez    | 3:51     |  |
| 10.               | «Todo el amor del mundo»     | Luisito Rey        | 2:44     |  |
| 31:32             |                              |                    |          |  |